# Flughafen Campos dos Goytacazes

i7
i11
i13
Der Flughafen Campos dos Goytacazes (portugiesisch Aeroporto de Campos–Bartolomeu Lysandro, IATA-Code: CAW, ICAO-Code: SBCP) ist der Flughafen der Stadt Campos dos Goytacazes im Bundesstaat Rio de Janeiro in Brasilien. 
Er wird von der Infra Construtora e Serviços betrieben.

## Geschichte
Am 19. Oktober 1952 wurde der Flughafen, welcher auf dem Land des Kongressabgeordneten Bartholomeu Lysandro de Albernaz errichtet worden war, eröffnet. Er erhielt dessen Namen als Beinamen.
Die staatliche Infraero übertrug die Verwaltung des Flughafens am 11. Oktober 2013 auf die Gemeinde Campos dos Goytacazes.
Am 18. Januar 2019 gewann die Infra Construtora e Serviços eine 30-Jahres-Konzession zum Betrieb des Flughafens.

## Fluggesellschaften und Ziele
Die Azul Linhas Aéreas bietet von hier Flüge nach Campinas an.

## Verkehrszahlen
Im Jahr 2017 verzeichnete der Flughafen 10.396 Flugbewegungen. Dabei wurden 97.382 Passagiere befördert.